# 포드재단

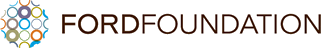
로고

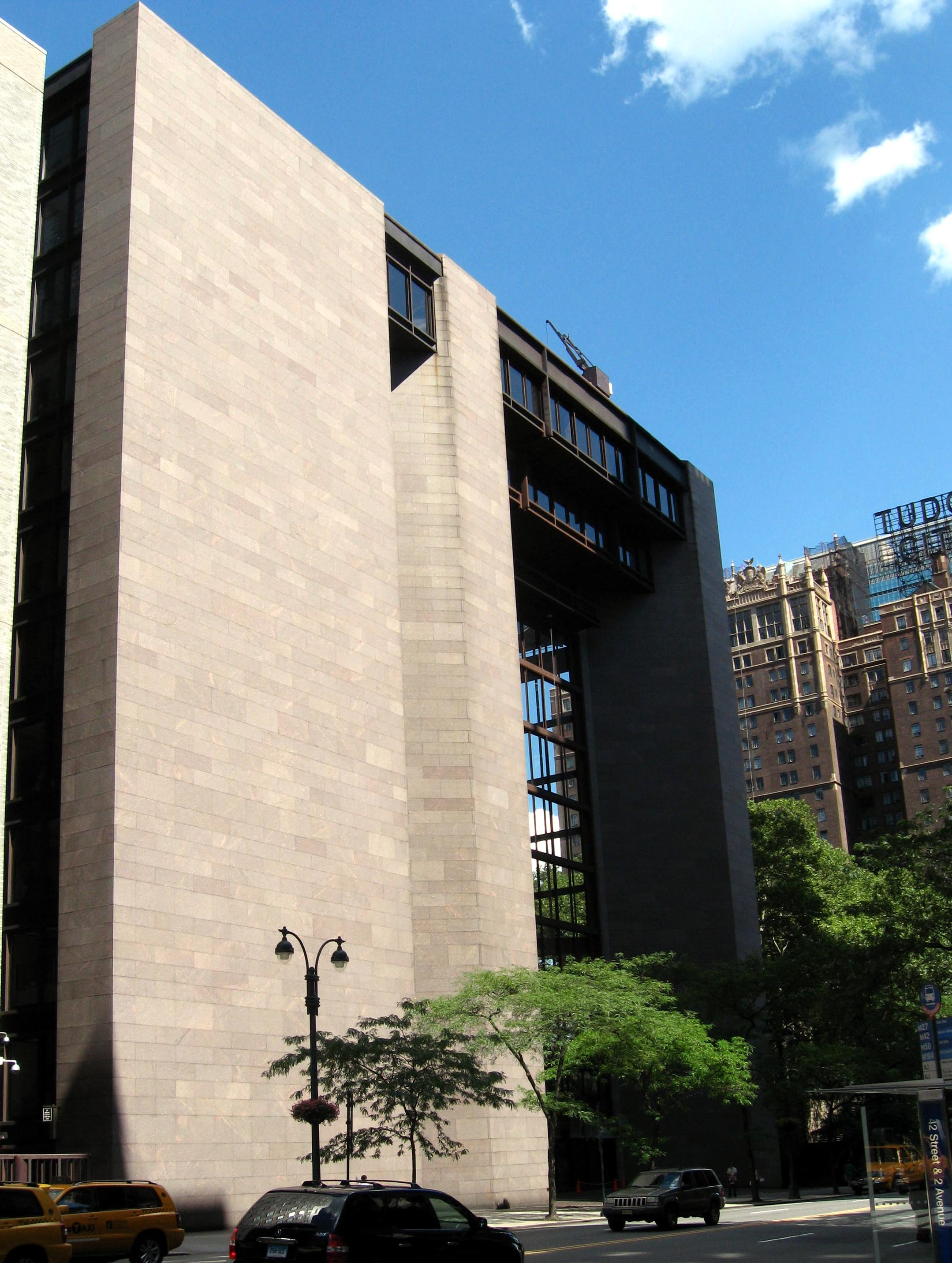

포드재단(Ford Foundation)은 인류의 안녕을 후원할 목적으로 설립된 미국의 사설재단이다. 1936년 에드셀 포드와 그의 아버지 헨리 포드에 의해 설립되었으며 처음에 에드셀 포드로부터 US$25,000를 후원받았다. 1947년, 이 두 설립자가 사망한 이후 이 재단은 포드 모터 컴퍼니의 무의결권 주식 중 90%를 소유하였다. 1955년에서 1974년 사이, 이 재단은 포드모터컴퍼니의 보유 주식을 팔았기 때문에 더 이상 자동차 기업에 어떠한 역할도 하지 않고 있다.

## 같이 보기
- 외교협회
- 록펠러 재단